# Mercadier
Mercadier (... – Bordeaux, 10 aprile 1200) è stato un mercenario francese-occitano del XII secolo, e capo di un gruppo di mercenari al servizio di Riccardo I, re d'Inghilterra.

## Biografia
Nel 1183 era un capo dei mercenari Brabançon nel sud della Francia. Entrò al servizio di re Riccardo nel 1184, attaccando e devastando le terre di Aimar V di Limoges. Nel 1188 gestì diciassette castelli catturati dal conte di Tolosa. Voci secondo le quali avrebbe accompagnato Riccardo nella Terza crociata si basano su una carta che è stata ritenuta un falso. Non ci sono prove che Mercadier fosse con Filippo Augusto quando il re lasciò la Terra Santa per la Francia. Invece, sembra che fosse rimasto nel regno angioino con le sue truppe per difendere le proprietà di Riccardo in assenza di quest'ultimo.
Dopo il ritorno di Riccardo dalla Terra santa, Mercadier lo accompagnò ovunque come suo braccio destro, viaggiando e combattendo al suo fianco. Riccardo elogiava le imprese di Mercadier nelle sue lettere e gli diede i possedimenti lasciati da Ademar de Bainac nel Limosino, morto senza lasciare eredi intorno al 1190. Durante le varie guerre tra Riccardo e Filippo Augusto di Francia, Mercadier combatté successivamente a Berry, in Normandia, nelle Fiandre e in Bretagna. Quando Riccardo fu ferito a morte, durante l'assedio di Châlus nel marzo 1199, fu il medico di Mercadier che si prese cura di lui. Secondo un racconto, Mercadier vendicò la sua morte prendendo d'assalto il castello, impiccando i difensori e scorticando un "Pierre Basile", il balestriere che aveva sparato al re, nonostante Riccardo lo avesse perdonato.
Mercadier entrò quindi al servizio di Eleonora d'Aquitania e devastò la Guascogna e la città di Angers. Il lunedì di Pasqua, 10 aprile 1200, fu assassinato durante una visita a Bordeaux per rendere omaggio a Eleonora d'Aquitania, che stava portando dalla Spagna Bianca di Castiglia. Il suo omicidio fu per mano di sei uomini d'arme impiegati da Brandin, un capitano mercenario rivale al servizio del successore di Riccardo, re Giovanni d'Inghilterra.
A lui è intitolato uno dei ponti del Castello di Gaillard (costruito da re Riccardo).

## Nella narrativa storica

### Libri e drammi
Cinque romanzi "Les aventures de Guilhem d'Ussel" di Jean d'Aillon. Durante il regno di Filippo Augusto, Guilhem d'Ussel incontrò diversi capi mercenari: Mercadier, Lambert Cadoc (Signore di Gaillon) e Brandin.
- De Taille et d'Estoc (La giovinezza di Guilhem d'Ussel)
- Marsiglia, 1198
- Parigi, 1199
- Londra, 1200
- Montségur, 1201

Mercadier appare in Robin e Marian, nel film del 1976, dove funge da braccio destro di Riccardo Cuor di Leone, interpretato da Bill Maynard.
Mercardier ha un posto di rilievo nella serie The Outlaw Chronicles di Angus Donald, in particolare nei libri 4 (Warlord) e 5 (Grail Knight), come un importante antagonista. È ritratto come uno spietato assassino e capo mercenario con poche o nessuna qualità di redenzione, e come il principale autore delle atrocità inglesi durante la Terza crociata e le guerre di re Riccardo contro i francesi.